# Klokočná
Klokočná är en ort i Tjeckien.   Den ligger i regionen Mellersta Böhmen, i den centrala delen av landet, 26 km sydost om huvudstaden Prag. Klokočná ligger 489 meter över havet och antalet invånare är 160.
Terrängen runt Klokočná är huvudsakligen platt, men åt sydost är den kuperad. Klokočná ligger uppe på en höjd. Runt Klokočná är det ganska tätbefolkat, med 58 invånare per kvadratkilometer. Närmaste större samhälle är Černý Most, 19,0 km nordväst om Klokočná. I omgivningarna runt Klokočná växer i huvudsak blandskog.